# Desabamento do Edifício Andrea
O Desabamento do Edifício Andrea ocorreu em 15 de outubro de 2019. O prédio estava localizado no bairro Dionísio Torres, na zona nobre de Fortaleza, no Ceará, além de possuir registros antigos e uma estrutura bastante antiga.

## Contexto
O Edifício Andrea teve seu registro oficializado em 1995 e foi construído em 1982. Em um registro divulgado pelo CREA, o prédio possuía seis andares e o sétimo andar se tratava de uma cobertura, a empresa que fez o seu registro era a Imobiliária Alpha. Após a inauguração, o edifício raramente passava por vistorias da Prefeitura de Fortaleza, já que em 2012 a prefeitura sancionou uma lei obrigando os edifícios a apresentarem de forma periódica certificados de vistoria, garantindo a manutenção da estrutura. Porém, as fiscalizações sempre foram adiadas, a primeira ocorreria em 2015, em seguida para 2016 e mais tarde para 2017. Porém, no dia do desabamento, a prefeitura diz que o imóvel era considerado irregular.
Faltando 1 dia para o desabamento do edifício, um morador gravou um vídeo mostrando a situação do edifício, bem como as colunas de sustentação completamente rachadas e com peças ainda antigas direto do estacionamento. Coincidentemente, o prédio passava por uma reforma

## O Desabamento
O edifício veio ao chão por volta das 10h28min do dia 15 de outubro de 2019, uma terça feira, feriado escolar de Dia do professor. O impacto da queda assustou muitos moradores próximos do condomínio, inclusive comerciantes que imediatamente saíram correndo largando tudo. Algumas lojas próximas ao imóvel foram atingidas. Logo após a queda, a rua Tibúrcio Cavalcante, bem como as transversais ficaram tomadas pela cortina de poeira dos escombros.

## Repercussão
Logo após a queda do edifício, vários vídeos começaram a circular pela internet, além da denúncia de um morador mostrando os pilares de sustentação totalmente rachados e com peças antigas se deteriorando, demonstrando preocupação. Muitos deles flagravam o estado da rua do prédio coberta pela fumaça dos escombros, além de câmeras de segurança mostrarem o momento da queda com pessoas saindo correndo. Emissoras de TV locais como a TV Verdes Mares, TV Jangadeiro e TV Cidade rapidamente interromperam suas programações e repercutiram o caso através de plantões e em seus telejornais, além de links na programação nacional de suas afiliadas.

## Sobreviventes[8]
- Antônia Peixoto Coelho - 72 anos, aposentada
- Cleide Maria da Cruz Carvalho - 60 anos, diarista
- Davi Sampaio Martins - 22 anos, estudante
- Fernando Marques - 20 anos, estudante
- Francisco Rodrigues Alves -  59 anos, porteiro do edifício
- Gilson Moreira Gomes - 53 anos, auxiliar administrativo
- João Ycaro Coelho de Menezes - 35 anos, morador do apartamento [9]

## Vítimas[10]
- Frederick Santana dos Santos, de 30 anos foi a primeira vítima confirmada pelo Governo do Estado. Era entregador e descarregava água no momento do incidente em um mercadinho vizinho
- Izaura Marques de Menezes, de 81 anos, moradora do edifício
- Rosane Marques de Menezes, de 56 anos
- Vicente de Paulo Vasconcelos de Menezes, de 87 anos, Médico Veterinário aposentado.
- Antônio Gildasio Holanda Silveira, de 60 anos
- Nayara Pinho Silveira de 31 anos, psicóloga e moradora do edifício, filha do Sr; Antônio Gildásio, também vítima do desabamento.
- Maria da Penha Bezerril Cavalcante, de 81 anos
- José Eriverton Laurentino Araujo, 44 anos
- Maria das Graças Rodrigues, de 53 anos, síndica do prédio

## Processo
Em outubro de 2021, 02 engenheiros civis (José Andreson Gonzaga dos Santos e Carlos Alberto Loss de Oliveira) e 01 pedreiro (Amauri Pereira de Souza), foram indiciados pelo ministério público do Ceará, acusados por Homícidio com dolo eventual quando se assume o risco de matar.

## Indenização
Até o ano de 2021, nenhuma das vitimas recebeu indenização. O terreno foi comprado pelo estado para construção de um corpo de bombeiros, o recurso seria utilizado para indenizar proprietários de imóveis no condomínio, porém, o número de processos é maior que o número de moradores do condomínio, resultando em um impasso para a divisão da indenização.